# Gaius Sulpicius Paterculus
Gaius Sulpicius Q.f. Paterculus was consul in 258  v.Chr. samen met Aulus Atilius Calatinus tijdens de Eerste Punische Oorlog (Pol. I 24.). Hij kreeg Sicilia toegewezen als provincia samen met zijn collega Atilius. Maar deze laatste nam het roer stevig in handen tijdens, waardoor sommige auteurs hem vermelden als enige bevelhebber in Sicilia. Paterculus kreeg desalniettemin een triomftocht toen hij terugkeerde naar Rome, zoals we kunnen opmaken uit de Fasti triomphali. Hij behaalde zijn overwinning in de zeeslag bij Sulci.

## Referentie
- W. Smith, art. Paterculus, C. Sulpicius, in W. Smith, Dictionary of Greek and Roman Biography and Mythology, III, Londen, 1870, p. 133.